# 코리아 (2012년 영화)
《코리아》는 2012년에 개봉한 대한민국의 영화이다.

## 캐스팅
- 하지원 : 현정화 역
- 배두나 : 리분희 역
- 한예리 : 유순복 역
- 최윤영 : 최연정 역
- 박철민 : 남한 이 코치 역
- 김응수 : 북한 조 감독 역
- 오정세 : 오두만 역
- 이종석 : 최경섭 역
- 박영서 : 추일성 역
- 권태원 : 최 단장 역
- 유형관 : 박 단장 역
- 박정학 : 장 대장 역
- 이한위 : 한국 해설자 역
- 김원해 : 한국 아나운서 역
- 성병숙 : 정화 모 역
- 이주실 : 김 할머니 역
- 김재화 : 덩야핑 역
- 단영 : 가오위예 역
- 장리우 : 왕밍 역
- 이정민 : 남한 코치 역
- 허승 : 북한 코치 역
- 김민재 : 리승일 역
- 이경헌 : 박준석 역
- 박지연 : 조미진 역
- 신모경 : 신혜경 역
- 성도현 : 김민철 역
- 한근섭 : 김정식 역
- 김진옥 : 안명숙 역
- 강수영 : 강경진 역
- 전승재 : 김동수 역
- 이상원 : 북한 보위부 요원 1 역
- 주영호 : 북한 보위부 요원 2 역
- 유영기 : 북한 보위부 요원 3 역
- 강내균 : 북한 보위부 요원 4 역
- 김명진 : 남한 보안대장 역
- 신동훈 : 남한 보안요원 1 역
- 최재훈 : 남한 보안요원 2 역
- 김서경 : 남한 보안요원 3 역
- 박기덕 : 남한 보안요원 4 역
- 정종훈 : 중국팀 감독 역
- 신동환 : 중국팀 코치 역
- 천우희 : 정화 동생 역
- 이은주 : 지연수 역
- 차청화 : 코리아 응원단원 역
- 조순재 : 민단 응원단장 역
- 권은수 : 총련 응원단장 역
- 박서연 : 순이 역
- 박현수 : 뉴스 리포터 역
- 허재호 : 뉴스 회사원 역
- 김종언 : 뉴스 학생 역
- 천기돌 : 박스 아저씨 역
- 김홍수 : 중국 해설자 역
- 왕장명 : 중국 아나운서 역
- 김인우 : 일본 해설자 역
- 최우수 : 일본 아나운서 역
- 브라이언 헤밀턴 : 영국 해설자 역
- 폴 로버트 스태포드 : 영국 아나운서 역
- 최경만 : 태릉 유도선수 1 역
- 한인규 : 태릉 유도선수 2 역
- 남문철 : 코리아 응원단장 역 (우정출연)
- 조용진 : 정화 부 역 (우정출연)
- 박차라 : 저우슈앙 역 (특별출연)
- 마이크 마이어 : 결승전 주심 역 (특별출연)
- 남보옥 : 결승전 부심 1 역 (특별출연)
- 윤부자 : 결승전 부심 2 역 (특별출연)
- 볼테페우 셀레멘체 : 로라 / 헝가리 선수 1 역 (특별출연)
- 보스퀴에르 앨리스 마리에 : 로셀리니 / 헝가리 선수 2 역 (특별출연)
- 보르자 볼레리아 : 헝가리 선수 3 역 (특별출연)
- 스지모스캬 올가 캬타지나 : 프랑스 선수 1 역 (특별출연)
- 박 나탈리아 : 프랑스 선수2 역 (특별출연)
- 김승실 : 일본 선수 1 역 (특별출연)
- 김민희 : 일본 선수 2 역 (특별출연)
- 고소미 : 일본 선수 3 역 (특별출연)
- 김수진 : 일본 선수 4 역 (특별출연)
- 박경애 : 대만 선수 1 역 (특별출연)
- 정유순 : 대만 선수 2 역 (특별출연)
- 이현주 : 홍콩 선수 1 역 (특별출연)
- 이은희 : 홍콩 선수 2 역 (특별출연)
- 홍혜림 : 창원대학교 탁구부 싱가폴 선수 1 역 (특별출연)
- 염지나 : 싱가폴 선수 2 역 (특별출연)